# Maître de Vyšší Brod
Le maître de Vyšší Brod (aussi connue sous le nom maître de Hohenfurth, du nom allemand de la ville de Vyšší Brod) est un peintre anonyme de Bohême, actif vers 1350. 

## Biographie
Il est probable qu'il est originaire de Prague ; un retable destiné au couvent cistercien de Vyšší Brod, dont dérive son nom d'artiste, est toujours visible à Prague. Datable du milieu du XIVe siècle, la peinture, dont les panneaux sont maintenant disjoints, représente l'« Enfance du Christ » avec des scènes de la Passion. Elle est exposée dans la partie du couvent Sainte-Agnès de la Galerie nationale de Prague. Les scènes représentant l'Annonciation, la Nativité, l'Adoration des mages et la Résurrection sont attribuées à la main du maître, tandis que d'autres parties sont considérées comme le produit de son atelier.
Un certain nombre d'autres peintures, dont la Vierge de Kladsko, la Crucifixion de Kaufman (toutes deux conservées à Berlin), la Vierge de Vysehrad et la Vierge de Veveri, sont attribuées au maître sur la base du style.

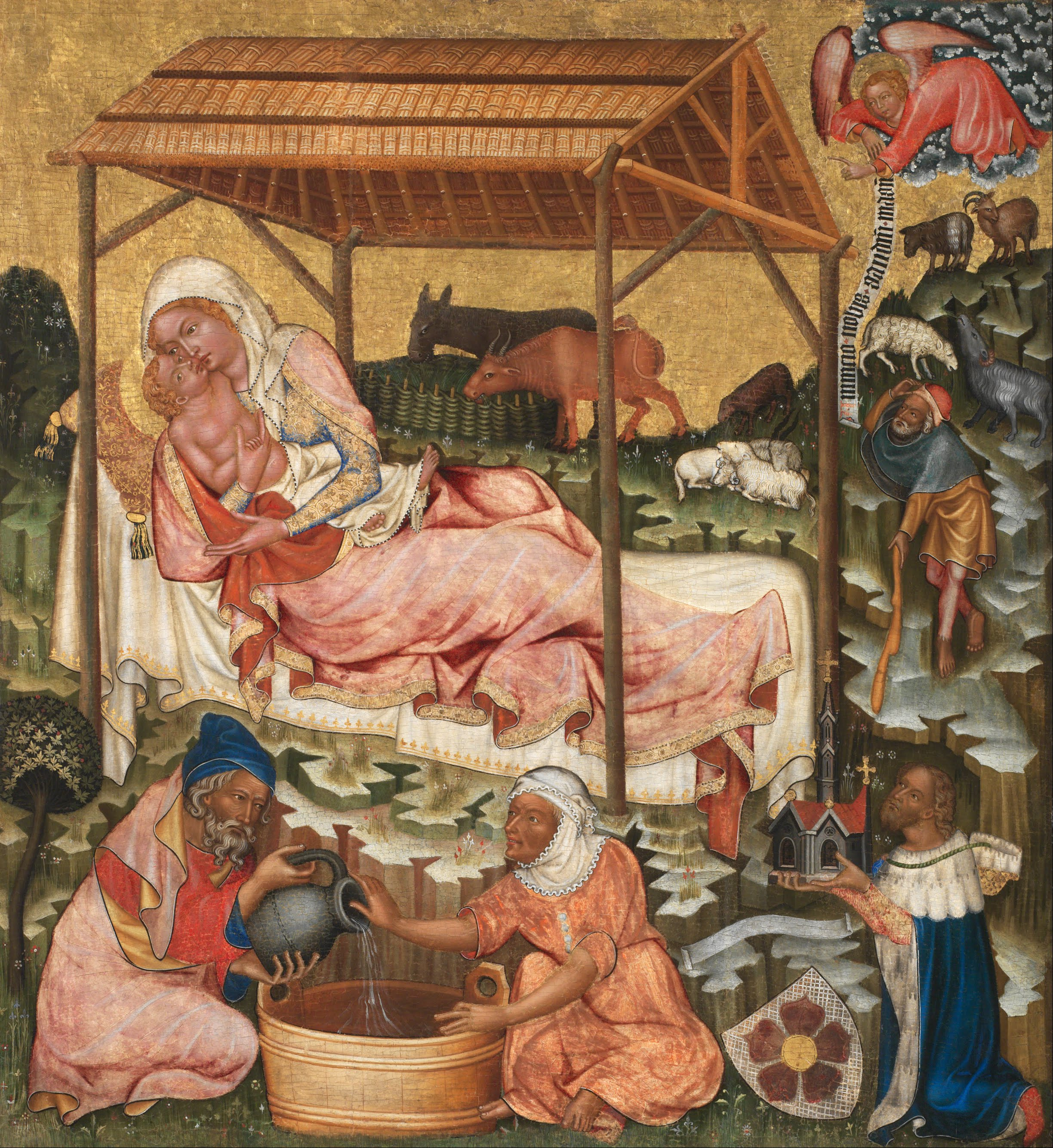
Scène de la Nativité du retable de Vyšší Brod, couvent Sainte-Agnès, Prague.
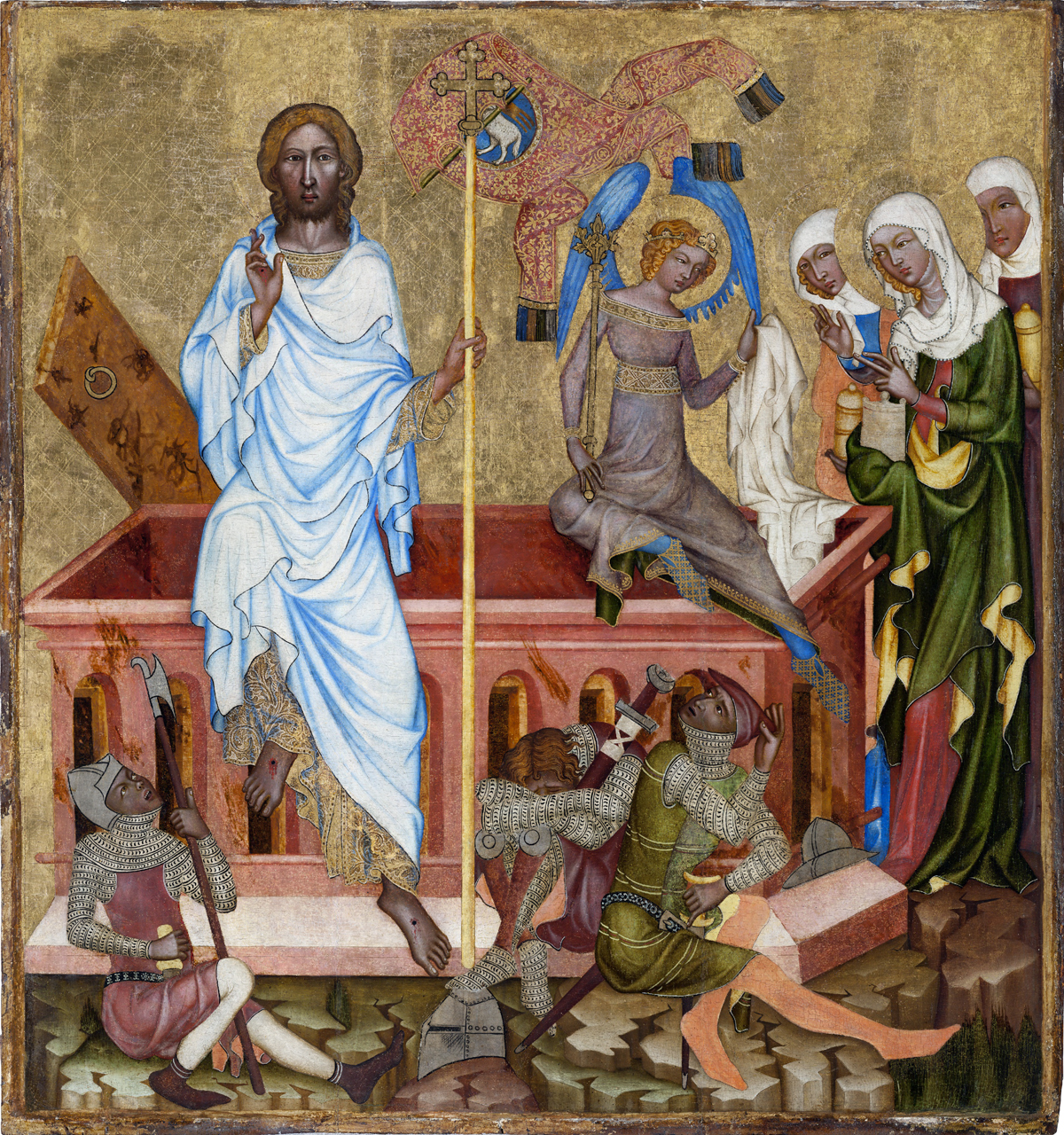
Résurrection (v. 1350), galerie nationale de Prague.
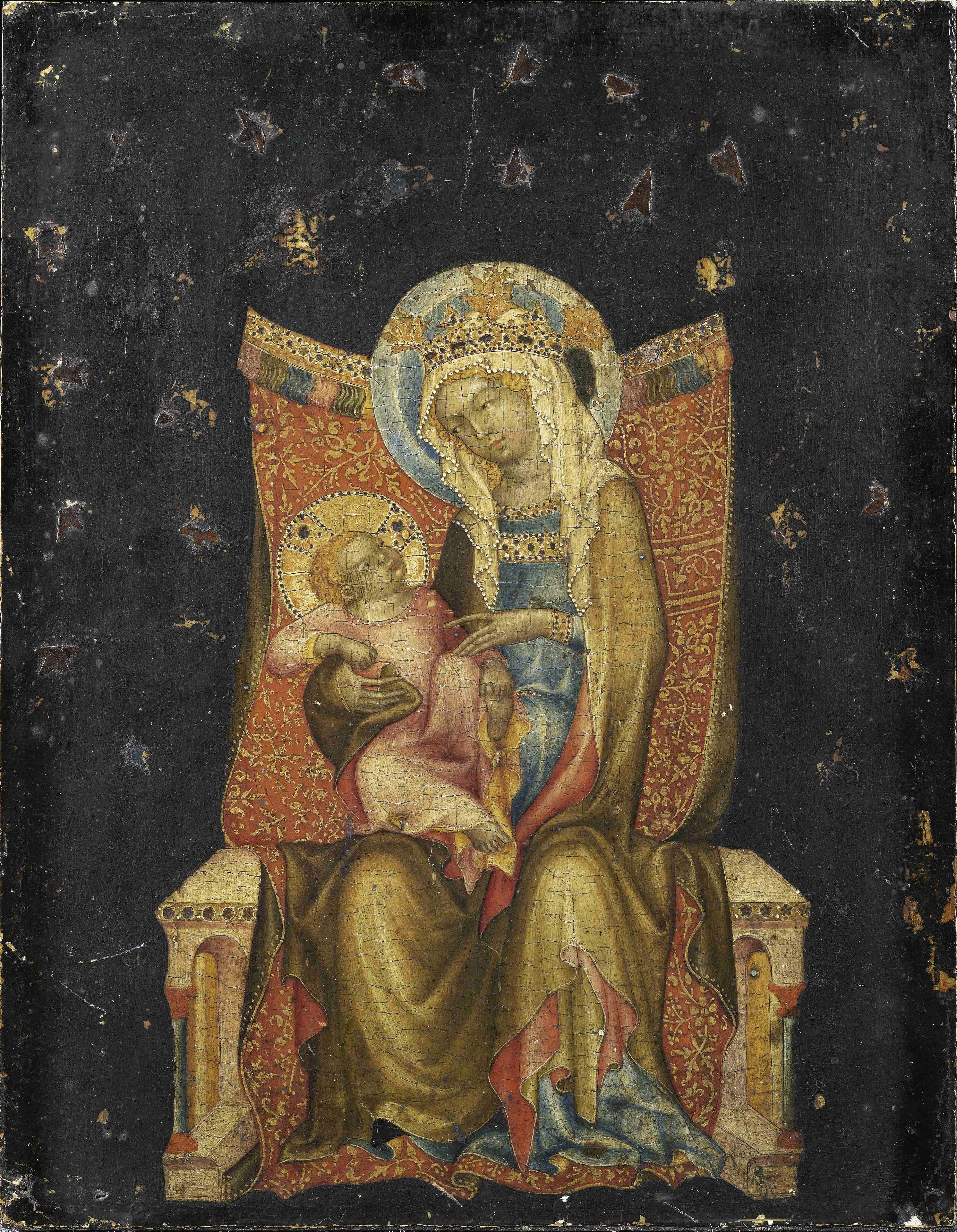
La Vierge et l'Enfant en trône  (v. 1350), Metropolitan Museum of Art.

## Source
- (en) Cet article est partiellement ou en totalité issu de l’article de Wikipédia en anglais intitulé « Master of Vyšší Brod » (voir la liste des auteurs).

### Articles liés
- Retable de Vyšší Brod
- Maître Théodoric
- Maître de Wittingau